# Дёмин, Анатолий Сергеевич (музыкант)
Анато́лий Серге́евич Дёмин (19 февраля 1932, Ленинград — 21 марта 2013, Валдай) — советский и российский валторнист и педагог.

## Биография
Анатолий Сергеевич Дёмин начал своё музыкальное образование в Музыкальном училище при Ленинградской консерватории в классе Павла Орехова. Учился в Ленинградской консерватории, потом в Московскую консерваторию под руководством Арсения Янкелевича. После окончания Московской консерватории в 1957 году Анатолий Дёмин завоевал первую премию художественных конкурсов Всемирного фестиваля молодежи и студентов в Москве. Два года спустя в 1959 он стал лауреатом первой премии престижного международного конкурса «Пражская весна».
В 1949—1953 годах Дёмин играл в оркестре Ленинградского Малого театра оперы и балета. Переехав в Москву, он с 1953 по 1965 год был солистом оркестра Государственного академического Большого театра, а с 1965 по 1989 — Государственного академического симфонического оркестра СССР.
Помимо своих выдающихся исполнительских достижений, Анатолий Дёмин также известен своей успешной педагогической деятельностью. С 1958 года он преподавал в Государственном музыкальном училище имени М. М. Ипполитова-Иванова, а с 1973 года — на кафедре духовых и ударных инструментов Московской консерватории (с 1986 г. — доцент, с 1992 г. — профессор), а также в Центральной музыкальной школе при Московской консерватории. Среди многочисленных учеников Дёмина солист Большого театра Андрей Ферапонтов и солист Российского национального оркестра Игорь Макаров.
Анатолий Дёмин — автор программы для музыкальных школ и вузов для духовых инструментов. Он регулярно проводил мастер-классы в различных музыкальных учебных заведениях России. Дёмин — был одним из постоянных членов жюри юношеских музыкальных конкурсов в Москве, а также Всесоюзного конкурса музыкантов в Таллине (1980) и Международного конкурса «Нижний Новгород» (1994). В 1980 году ему было присвоено почётное звание Заслуженный артист Удмуртской АССР, а в 1987 — Заслуженный артист РСФСР. Анатолий Сергеевич Дёмин — член Международного общества валторнистов.